# أودهران
أودهران (بالألمانية: Oederan) هي بلدة ألمانية تقع في ساكسونيا، ألمانيا. يُقدر عدد سكانها بـ 7,015 نسمة.